# Offentlig kunst i Guldborgsund Kommune
Dette er en liste over offentlig kunst i Guldborgsund Kommune.

## Liste

### Nykøbing Falster (4800)
| Billede | Titel / individ mindet                                 | Placering | Billedhugger                         | Skabt | Opstillet                                                            | Kilde              |
| ------- | ------------------------------------------------------ | --- | ------------------------------------ | ----- | -------------------------------------------------------------------- | ------------------ |
|         | Uden titel                                             | Sundtoftegård, Eggertsvej 54°45′33″N 11°50′53″Ø / 54.759261°N 11.848001°Ø                                      | Erik Bischoff                        |       | 2001 (flyttet 2021)                                                  | [ 1 ]              |
|         | Pige på bom                                            | Nykøbing F. Hallen, Nørre Boulevard 54°46′13″N 11°52′27″Ø / 54.770383°N 11.874179°Ø                            | Lise Ring                            |       | 1986                                                                 | [ 1 ]              |
|         | Moderne pige                                           | Nykøbing F. Hallen, Nørre Boulevard 54°46′14″N 11°52′28″Ø / 54.770621°N 11.874475°Ø                            | Gerhard Henning                      |       | 1969                                                                 | [ 1 ] [ 3 ]        |
|         | Nøgen ung mand                                         | Nykøbing F. Hallen, Nørre Boulevard 54°46′14″N 11°52′28″Ø / 54.7706°N 11.8744°Ø                                | Knud Nellemose                       |       | 1969                                                                 | [ 1 ] [ 3 ]        |
|         | Broen                                                  | Bischoff, Engboulevarden 54°46′13″N 11°52′12″Ø / 54.770155°N 11.869942°Ø                                       | Erik Bischoff                        |       | 1976                                                                 | [ 1 ]              |
|         | Vietnam                                                | Hovedbiblioteket, Guldborgsund Bibliotekerne, Rosenvænget 54°46′09″N 11°52′11″Ø / 54.769226°N 11.869695°Ø      | Erik Bischoff                        |       | 1970                                                                 | [ 1 ] [ 3 ]        |
|         | Mor og barn                                            | Hovedbiblioteket, Guldborgsund Bibliotekerne, Rosenvænget 54°46′09″N 11°52′11″Ø / 54.769226°N 11.869695°Ø      | Erik Bischoff                        |       | 1970                                                                 | [ 1 ]              |
|         | Byens Kilde                                            | Nygade (Lilletorv) 54°45′59″N 11°52′10″Ø / 54.766335°N 11.869537°Ø                                             | Peer Bruun                           |       | 1996                                                                 | [ 1 ] [ 4 ]        |
|         | Bjørnebrønden                                          | Torvet 54°46′04″N 11°52′02″Ø / 54.767896°N 11.867089°Ø                                                         | Mogens Bøggild                       |       | 1939                                                                 | [ 1 ] [ 3 ]        |
|         | Vandkunsten også kaldet Kanonen.                       | Torvet 54°46′04″N 11°52′04″Ø / 54.767817°N 11.867732°Ø                                                         | Egon Fischer                         |       | 1990 (nedtaget i 2019)                                               | [ 1 ]              |
|         | Gry                                                    | Hovedbiblioteket, Guldborgsund Bibliotekerne, Engboulevarden 54°46′13″N 11°52′09″Ø / 54.770409°N 11.869263°Ø   | Johannes Bjerg                       |       | 1945                                                                 | [ 1 ]              |
|         | Ungdom                                                 | Nykøbing Katedralskole, Poul Martin Møllersvej 54°46′28″N 11°52′34″Ø / 54.774455°N 11.875985°Ø                 | Jørgen Gudmundsen-Holmgreen          |       | 1957                                                                 | [ 1 ]              |
|         | Campanile                                              | Jernbanegade 54°45′58″N 11°52′21″Ø / 54.766076°N 11.87249°Ø                                                    | Børge Jansberg                       |       | 1991                                                                 | [ 1 ]              |
|         | Edward Tesdorpf                                        | Østerbros runddel 54°45′50″N 11°52′52″Ø / 54.763884°N 11.881094°Ø                                              | Theobald Stein                       |       | 1909                                                                 | [ 1 ]              |
|         | Siddende pige                                          | Nykøbing Katedralskole, Poul Martin Møllersvej 54°46′28″N 11°52′33″Ø / 54.7744°N 11.8758°Ø                     | Gerhard Henning                      |       | 1961                                                                 | [ 1 ]              |
|         | Fra tilgroede stier inden forståelsen                  | Nykøbing Katedralskole, Poul Martin Møllersvej 54°46′28″N 11°52′33″Ø / 54.7744°N 11.8758°Ø                     | Hans Christian Rylander              |       | 1998                                                                 | [ 1 ]              |
|         | Fliget form i balance                                  | Guldborgvej 54°45′48″N 11°51′22″Ø / 54.763342°N 11.856174°Ø                                                    | Markan Christensen                   |       | 1991                                                                 | [ 1 ]              |
|         | Cumulus                                                | Raaco, Platanvej 54°45′29″N 11°49′56″Ø / 54.758139°N 11.832318°Ø                                               | Peer Bruun                           |       | 1973                                                                 | [ 1 ]              |
|         | Min spanske nat                                        | Sundtoftegård, Eggertsvej 54°45′33″N 11°50′51″Ø / 54.759081°N 11.84747°Ø                                       | Erik Rasmussen                       |       | 2003 (flyttet 2021)                                                  | [ 1 ]              |
|         | Mindestøtte for Frederik 7.                            | Kongensgade 38, Hovedbiblioteket, Guldborgsund Bibliotekerne 54°46′12″N 11°52′17″Ø / 54.7699103°N 11.8712721°Ø | Lose og Jensen                       |       | 1891 (oprindeligt på plads ved Voldgade / Klosterstræde / Frisegade) | [ 8 ]              |
|         | To sovende katte                                       | Sundtoftegård, Eggertsvej 54°45′34″N 11°50′51″Ø / 54.759366°N 11.847604°Ø                                      | Lise Ring                            |       | 2004 (flyttet 2021)                                                  | [ 1 ] [ 3 ] [ 9 ]  |
|         | Ukendt titel                                           | Sundtoftegård, Eggertsvej 54°45′35″N 11°50′50″Ø / 54.759642°N 11.847261°Ø                                      | Kit Kjærbye                          |       | 2002 (flyttet 2021)                                                  | [ 1 ]              |
|         | Stemmegaffel                                           | Sundtoftegård, Eggertsvej 54°45′34″N 11°50′49″Ø / 54.759354°N 11.84695°Ø                                       | Peer Bruun                           |       | 1996 (flyttet 2021)                                                  | [ 1 ] [ 9 ]        |
|         | Moderbinding                                           | Sundtoftegård, Eggertsvej 54°45′34″N 11°50′49″Ø / 54.759354°N 11.84695°Ø                                       | Jens Flensted Andersen               |       | 1998 (flyttet 2021)                                                  | [ 1 ] [ 2 ]        |
|         | Et af Jordens Hjerter                                  | Sundtoftegård, Eggertsvej 54°45′33″N 11°50′58″Ø / 54.759153°N 11.849377°Ø                                      | Peter Severin                        |       | 2005 (flyttet 2021)                                                  | [ 1 ] [ 9 ]        |
|         | Skulptur i 3 dele                                      | Sundtoftegård, Eggertsvej 54°45′32″N 11°50′54″Ø / 54.758766°N 11.848232°Ø                                      | Birte Troest                         |       | 1999 (flyttet 2021)                                                  | [ 1 ] [ 2 ]        |
|         | Kanonkongen                                            | Sundtoftegård, Eggertsvej 54°45′32″N 11°50′52″Ø / 54.758914°N 11.847828°Ø                                      | Thomas Kadziola                      |       | 1997 (flyttet 2021)                                                  | [ 1 ]              |
|         | Hoved                                                  | Herningvej 54°47′05″N 11°52′49″Ø / 54.784754°N 11.880255°Ø                                                     | Thomas Kadziola                      |       |                                                                      | [ 1 ]              |
|         | Svanemor (gavlmaleri)                                  | Dronningensgade 54°46′04″N 11°52′12″Ø / 54.767684°N 11.870113°Ø                                                | Henry Heerup                         |       | 1990                                                                 | [ 1 ]              |
|         | Sukkeroen, også kendt som Roe                          | Banegårdspladsen, Nykøbing F Station 54°46′02″N 11°52′38″Ø / 54.767215°N 11.877163°Ø                           | Axel Schiøler                        |       | 1989                                                                 | [ 1 ] [ 4 ]        |
|         | Kar                                                    | Nykøbing Katedralskole, Poul Martin Møllersvej 54°46′29″N 11°52′33″Ø / 54.774795°N 11.875834°Ø                 | Laila Westergaard                    |       | 2006                                                                 | [ 1 ]              |
|         | Peter Freuchen                                         | Peter Freuchensvej 54°45′47″N 11°53′24″Ø / 54.763051°N 11.889972°Ø                                             | Harald Isenstein                     |       | 2006                                                                 | [ 1 ] [ 3 ] [ 10 ] |
|         | Sladderskulptur                                        | Vestenborgkollegiet, Stubbekøbingvej 54°46′46″N 11°52′31″Ø / 54.779371°N 11.875326°Ø                           | Heike Arndt                          |       | 1993                                                                 | [ 1 ]              |
|         | Broen                                                  | Amtsrådhuset, Parkvej 54°46′59″N 11°51′56″Ø / 54.783133°N 11.865454°Ø                                          | Ib Wolffbrandt                       |       | 1973                                                                 | [ 1 ]              |
|         | E.C. Benzon                                            | Havnepladsen 54°45′58″N 11°51′56″Ø / 54.766079°N 11.865586°Ø                                                   | Købmand Thrane. Sokkel af H.C. Glahn |       | 1916                                                                 | [ 1 ] [ 4 ]        |
|         | Den unge mand, Det skrækkelige ægtepar, Masken         | Nykøbing F Teater, Østergågade 54°46′02″N 11°52′06″Ø / 54.76718°N 11.86828°Ø                                   | Thomas Kadziola                      |       | 2006                                                                 | [ 1 ]              |
|         | Gravrelief for Thor Synnestvedt                        | Østre Kirkegård, Kirkegårdsvej 54°45′32″N 11°52′29″Ø / 54.758755°N 11.874595°Ø                                 | Karl Hansen Reistrup                 |       | 1923 Flyttet 1998                                                    | [ 1 ]              |
|         | Sladrebænken                                           | Grønttorvet 54°46′08″N 11°52′02″Ø / 54.768814°N 11.867321°Ø                                                    | Leif Vange                           |       | 1985                                                                 | [ 1 ]              |
|         | Guldborgsund (gavlmaleri)                              | Nobelstræde 54°46′06″N 11°52′02″Ø / 54.768382°N 11.867101°Ø                                                    | Henning Visholm                      |       | 1990                                                                 | [ 1 ]              |
|         | Delt Form                                              | Arbejdernes Landsbank, Langgade 54°45′59″N 11°52′01″Ø / 54.766305°N 11.866908°Ø                                | Børge Jørgensen                      |       |                                                                      | [ 1 ]              |
|         | Blomsterne                                             | Søtorvet, Søvej 54°45′54″N 11°52′38″Ø / 54.764874°N 11.877208°Ø                                                | Ginette Wien                         |       | 2007                                                                 | [ 1 ]              |
|         | Himmelfuglen                                           | Jappes Mølle Park, Søvej 54°45′50″N 11°52′31″Ø / 54.76384°N 11.875269°Ø                                        | Michael Arleth                       |       | 2007                                                                 | [ 1 ]              |
|         | Blue Pearl                                             | Voldgade 54°45′53″N 11°52′20″Ø / 54.764722°N 11.872267°Ø                                                       | Werner Roll                          |       | 1997                                                                 | [ 1 ] [ 4 ]        |
|         | Forladt                                                | CELF, Merkurs Plads 54°46′34″N 11°52′44″Ø / 54.776104°N 11.878983°Ø                                            | Thomas Hansen                        |       | 1986                                                                 | [ 1 ]              |
|         | Spiral, også kaldet Stonehenge/Cirkelen                | CELF, Merkurs Plads 54°46′34″N 11°52′44″Ø / 54.776104°N 11.878983°Ø                                            | Peer Bruun                           |       | 1985                                                                 | [ 1 ]              |
|         | Treenigheden, også kaldet Gudsøn Gudfader Gudhelligånd | Bispegården, Østre Alle 54°45′46″N 11°52′42″Ø / 54.762737°N 11.878468°Ø                                        | Hein Heinsen                         |       | 2014                                                                 | [ 1 ]              |
|         | Drømmeren                                              | Pandebjergvej 54°47′06″N 11°51′12″Ø / 54.784872°N 11.853203°Ø                                                  | Heike Arndt                          |       | 1993                                                                 | [ 1 ]              |
|         | Mindesmærke for J.P. Müller, også kaldet Vand Sol Luft | Sophieholmen 54°46′19″N 11°51′48″Ø / 54.771904°N 11.863387°Ø                                                   | Rasmus Bøgebjerg                     |       | 1905 (genopstillet i 1941)                                           | [ 1 ] [ 4 ]        |
|         | Stille Rejse                                           | Lindevænget 64 54°45′05″N 11°53′22″Ø / 54.75145478°N 11.88945298°Ø                                             | Sys Svinding                         |       | 2020                                                                 | [ 3 ]              |
|         | Tingtrolde                                             | Ejegodvej 54°46′46″N 11°51′55″Ø / 54.779357°N 11.865345°Ø                                                      | Claes Lorenzen                       |       | 2002                                                                 | [ 1 ]              |

### Nørre Alslev (4840)
| Billede | Titel / individ mindet             | Placering                                                                                     | Billedhugger     | Skabt | Opstillet      | Kilde  |
| ------- | ---------------------------------- | --------------------------------------------------------------------------------------------- | ---------------- | ----- | -------------- | ------ |
|         | Jernskulptur                       | Nørre Alslev Skole 54°53′45″N 11°52′55″Ø / 54.8957°N 11.8820°Ø                                | Knud Lund Hansen |       | 1972           | [ 11 ] |
|         | Projekt, også kendt som Samarbejde | Skerrisvej 54°53′42″N 11°52′30″Ø / 54.89513°N 11.87499°Ø                                      | Keld Moseholm    |       | 2002           | [ 11 ] |
|         | To stenhøje                        | Nordfalster Svømmecenter 54°53′44″N 11°52′59″Ø / 54.8955501°N 11.8830162°Ø                    | Ukendt           |       | 2006           | [ 11 ] |
|         | Ukendt titel                       | Gunslevholm Idrætsefterskole, Stubbekøbingvej 54°53′51″N 11°57′37″Ø / 54.897369°N 11.960174°Ø | Pipin Henderson  |       | 1998           | Ref    |
|         | Vandkunst med vandfald             | Kæpgårdsvej 54°53′53″N 11°52′52″Ø / 54.897922°N 11.881010°Ø                                   | Kaj Olesen       |       | Slut 1990'erne | [ 11 ] |

### Stubbekøbing (4850)
| Billede | Titel / individ mindet                             | Placering                                                                               | Billedhugger    | Skabt | Opstillet | Kilde  |
| ------- | -------------------------------------------------- | --------------------------------------------------------------------------------------- | --------------- | ----- | --------- | ------ |
|         | Frederik VII                                       | Torvet 54°53′25″N 12°02′36″Ø / 54.890391°N 12.043349°Ø                                  | Rasmus Malthe   |       | 1986      | Ref    |
|         | Kernen                                             | Næsgaard Agerbrugsskole, Bringserevej 2 54°52′06″N 12°06′53″Ø / 54.868373°N 12.114802°Ø | Ole Christensen |       | 1999      | [ 13 ] |
|         | Mindesten for R.C. Andersen (overlærer, 1839-1900) | Anlægget, Kongsnæsvej 54°53′16″N 12°03′27″Ø / 54.8877°N 12.0576°Ø                       | Gunner Jessen   |       | 1904      | [ 13 ] |
|         | To mennesker                                       | Anlægget, Kongsnæsvej 54°53′17″N 12°03′30″Ø / 54.887975°N 12.058429°Ø                   | Lise Ring       |       | 1973      | Ref    |

### Væggerløse (4873)
| Billede | Titel / individ mindet                | Placering                                                                                       | Billedhugger                                       | Skabt | Opstillet | Kilde  |
| ------- | ------------------------------------- | ----------------------------------------------------------------------------------------------- | -------------------------------------------------- | ----- | --------- | ------ |
|         | Rundkørsel-installation               | Marielyst Strandvej/Bøtø Ringvej/Stovby Ringvej 54°41′47″N 11°57′25″Ø / 54.696397°N 11.957075°Ø | Elever og lærere på Multicenter Syds smedeværksted |       | 2010      | [ 14 ] |
|         | Den lille operasanger                 | Lupinvej 54°40′09″N 11°57′17″Ø / 54.669253°N 11.954662°Ø                                        | Michael Arleth                                     |       | 2010      | [ 14 ] |
|         | Sømærket                              | Marielyst Strandvej 54°41′27″N 11°57′53″Ø / 54.690926°N 11.9648316°Ø                            |                                                    |       | 2014-15   | [ 14 ] |
|         | Portal                                | Bøtø Ringvej 54°38′42″N 11°57′22″Ø / 54.644918°N 11.95599°Ø                                     | Anette og Michael Arleth                           |       | 2009      | [ 14 ] |
|         | Frederik Graae                        | Marielyst Torv, Bøtøvej 54°41′25″N 11°57′57″Ø / 54.690205°N 11.965807°Ø                         | Åke Salomonsson Sokkel af Schiøler                 |       | 1946      | [ 14 ] |
|         | Fru Thalia                            | Højskolen Marielyst 54°41′24″N 11°57′54″Ø / 54.6899°N 11.9649°Ø                                 | Harald Isenstein                                   |       | 1947      | [ 15 ] |
|         | David og Goliat, også kendt som David | Højskolen Marielyst 54°41′24″N 11°57′54″Ø / 54.6899°N 11.9649°Ø                                 | Søren Georg Jensen                                 |       | 1945      | [ 15 ] |
|         | En Sanselig Kvinde                    | Højskolen Marielyst 54°41′24″N 11°57′54″Ø / 54.6899°N 11.9649°Ø                                 | Kai Nielsen                                        |       | Ukendt    | [ 15 ] |
|         | Kvinden og de skaledede kalkuner      | Højskolen Marielyst 54°41′24″N 11°57′54″Ø / 54.6899°N 11.9649°Ø                                 | Gitte Kjær Hansen og Helle Bach                    |       | 2016      | [ 15 ] |
|         | Uden titel                            | Højskolen Marielyst 54°41′24″N 11°57′54″Ø / 54.6899°N 11.9649°Ø                                 | Søren West                                         |       | 1993      | [ 15 ] |

### Nysted (4880)
| Billede | Titel / individ mindet       | Placering                                                                    | Billedhugger                                         | Skabt | Opstillet               | Kilde        |
| ------- | ---------------------------- | ---------------------------------------------------------------------------- | ---------------------------------------------------- | ----- | ----------------------- | ------------ |
|         | Flyvermindesmærket           | Strandvejen 54°39′56″N 11°43′39″Ø / 54.66569°N 11.727387°Ø                   |                                                      |       | 1946 (modificeret 2004) | [ 16 ]       |
|         | Mindesten for Emil Aarestrup | Strandvejen 54°39′55″N 11°43′41″Ø / 54.6654°N 11.7281°Ø                      | C. Philipsen (sten) og Arnulff Thomsen (bronzeplade) |       | 1952                    | [ 16 ]       |
|         | Mindesten for Harald Holck   | Skanseparken 54°39′16″N 11°43′45″Ø / 54.6544°N 11.7293°Ø                     |                                                      |       | 1917                    | [ 16 ]       |
|         | Ukendt titel                 | Nysteds gamle Rådhus, Adelgade 54°39′59″N 11°43′46″Ø / 54.66641°N 11.72943°Ø | Erik Bischoff                                        |       | 1994                    | [ 17 ]       |
|         | Vandkunst                    | Gamle Torv 54°39′51″N 11°43′58″Ø / 54.66414°N 11.73273°Ø                     | Morten Stræde                                        |       | 1992                    | [ 17 ] [ 3 ] |

### Sakskøbing (4990)
| Billede | Titel / individ mindet                    | Placering                                                                    | Billedhugger         | Skabt | Opstillet | Kilde        |
| ------- | ----------------------------------------- | ---------------------------------------------------------------------------- | -------------------- | ----- | --------- | ------------ |
|         | Falken                                    | Fælleshus, Falkevej 54°48′24″N 11°38′52″Ø / 54.806696°N 11.647648°Ø          | Henrik Voldmester    |       | 1988      | [ 18 ]       |
|         | Englepar (gavlmaleri)                     | Brogade 54°48′03″N 11°38′12″Ø / 54.800855°N 11.636576°Ø                      | Hans Oldau Krull     |       | 1995      | [ 18 ]       |
|         | Kugler                                    | Torvet 54°47′59″N 11°38′05″Ø / 54.799654°N 11.634827°Ø                       | Bjarne Kappel        |       |           | [ 18 ]       |
|         | Liv                                       | Saxes Alle 54°47′54″N 11°38′32″Ø / 54.798378°N 11.642257°Ø                   | Helge Holmskov       |       | 1980      | [ 18 ]       |
|         | Mor med barn                              | Grønnegård, Rådhusgade 54°47′55″N 11°38′08″Ø / 54.798737°N 11.635691°Ø       | Johannes Hansen      |       | 1969      | [ 18 ]       |
|         | Paraplypige                               | Kirketorvet 54°48′00″N 11°38′05″Ø / 54.799946°N 11.634835°Ø                  | Lise Ring            |       | 1979      | [ 18 ] [ 3 ] |
|         | Pige med fløjte                           | Sportscenter, P. Hansens Vej 54°47′44″N 11°38′35″Ø / 54.795681°N 11.643011°Ø | Johannes Hansen      |       |           | [ 18 ]       |
|         | Roepiger                                  | Torvet 54°47′59″N 11°38′07″Ø / 54.799651°N 11.635291°Ø                       | Gottfred Eickhoff    |       | 1940      | [ 18 ]       |
|         | Saxine, også kaldet Det smilende vandtårn | Nystedvej 54°47′46″N 11°38′18″Ø / 54.796155°N 11.638234°Ø                    | Flemming Skude       |       | 1982      | Ref          |
|         | Stormen                                   | Torvet 54°47′58″N 11°38′05″Ø / 54.799397°N 11.634795°Ø                       | Thomas Kadziola      |       | 1996      | [ 18 ]       |
|         | Søløver                                   | Rådhuset, Torvegade 54°47′56″N 11°38′09″Ø / 54.799012°N 11.635922°Ø          | Helge Holmskov       |       |           | [ 18 ]       |
|         | Ukendt titel (gavlmaleri)                 | Vestergade 54°48′02″N 11°38′08″Ø / 54.8006°N 11.635463°Ø                     | Arthur Avramenko     |       |           | [ 18 ]       |
|         | Ukendt titel (gavlmaleri)                 | Rådhusgade 54°47′53″N 11°38′11″Ø / 54.798109°N 11.636506°Ø                   | Poul E. Rasmussen    |       | 2004      | [ 18 ]       |
|         | Ukendt titel                              | Sportscenter, P. Hansens Vej 54°47′45″N 11°38′35″Ø / 54.795967°N 11.642995°Ø |                      |       |           | [ 18 ]       |
|         | Ukendt titel                              | Radstedhus, Alléen 54°47′16″N 11°41′09″Ø / 54.787642°N 11.685854°Ø           | Niels Løvig Simonsen |       |           | [ 18 ]       |
|         | Ukendt titel                              | Radstedhus, Alléen 54°47′16″N 11°41′09″Ø / 54.787642°N 11.685854°Ø           | Niels Løvig Simonsen |       |           | [ 18 ]       |
|         | Ukendt titel                              | Radstedhus, Alléen 54°47′16″N 11°41′10″Ø / 54.787801°N 11.686202°Ø           | Niels Løvig Simonsen |       |           | [ 18 ]       |
|         | Ukendt titel                              | Radstedhus, Alléen 54°47′15″N 11°41′09″Ø / 54.787634°N 11.685883°Ø           | Niels Løvig Simonsen |       |           | [ 18 ]       |
|         | Ukendt titel                              | Radstedhus, Alléen 54°47′15″N 11°41′09″Ø / 54.787634°N 11.685883°Ø           | Niels Løvig Simonsen |       |           | [ 18 ]       |
|         | Ukendt titel                              | Radstedhus, Alléen 54°47′15″N 11°41′09″Ø / 54.787634°N 11.685883°Ø           | Niels Løvig Simonsen |       |           | [ 18 ]       |
|         | Ukendt titel                              | Radstedhus, Alléen 54°47′15″N 11°41′09″Ø / 54.787634°N 11.685883°Ø           | Niels Løvig Simonsen |       |           | [ 18 ]       |
|         | Ukendt titel                              | Torvet 54°47′58″N 11°38′05″Ø / 54.799391°N 11.634803°Ø                       |                      |       |           | [ 18 ]       |
|         | Ukendt titel                              | Sakskøbing                                                                   | Poul E. Rasmussen    |       | 1988      | [ 18 ]       |
|         | Ukendt titel (gavlmaleri)                 | Sakskøbing                                                                   | Poul E. Rasmussen    |       | 2005      | [ 18 ]       |